# Iglesia del collegio dei Gesuiti
La iglesia collegio dei Gesuiti, del colegio de los jesuitas, o de la Immacolata al Collegio, es una iglesia barroca de Trapani, dedicada a la Inmaculada Concepción, ubicada en Corso Vittorio Emanuele, en el centro histórico. El conjunto religioso incluye también, a la izquierda de la iglesia, el edificio del antiguo colegio y, en Vía Roma, el antiguo convento de los jesuitas.

## Historia

### Era española
En 1580 los religiosos de la Compañía de Jesús erigieron un altar bajo el título de la Concepción de la Virgen María en el templo de los Hermanos de San Michele.En el período comprendido entre 1581 y 1596, los jesuitas obtuvieron permiso para construir la iglesia, gracias a donaciones del Senado de la ciudad, con el colegio y el convento anexos. 
La iglesia fue diseñada en 1614 por el arquitecto jesuita de Messina Natale Masuccio y es uno de los monumentos barrocos más importantes de la ciudad. Masuccio fue reemplazado por Tommaso Blandino da Mineo, a quien poco a poco se sumaron trabajadores locales y personalidades destacadas: los arquitectos Pietro Castro y Giovanni Biagio Amico, y los escultores Giuseppe Milanti y Giacomo Tartaglio.
Los Hermanos de San Michele abandonaron el lugar en 1616. En 1655 se confió a Francesco Bonamici de Lucca la dirección de las obras para completar la fachada.
Fue consagrada el 13 de junio de 1638 por el cardenal Giovanni Domenico Spinola, obispo de Mazara del Vallo.

### Era borbónica
Tras la supresión de la Compañía de Jesús en 1767, la iglesia, que aún se encontraba en la fase de decoración, que debería haber seguido los cánones de la época e incluir un aparato decorativo enteramente compuesto de mármoles mixtos, quedó en parte incompleta y los padres jesuitas tuvieron que abandonar Trapani en 1770 junto con sus bienes, que quedaron bajo la jurisdicción de la diócesis de Mazara del Vallo.

### Era contemporánea

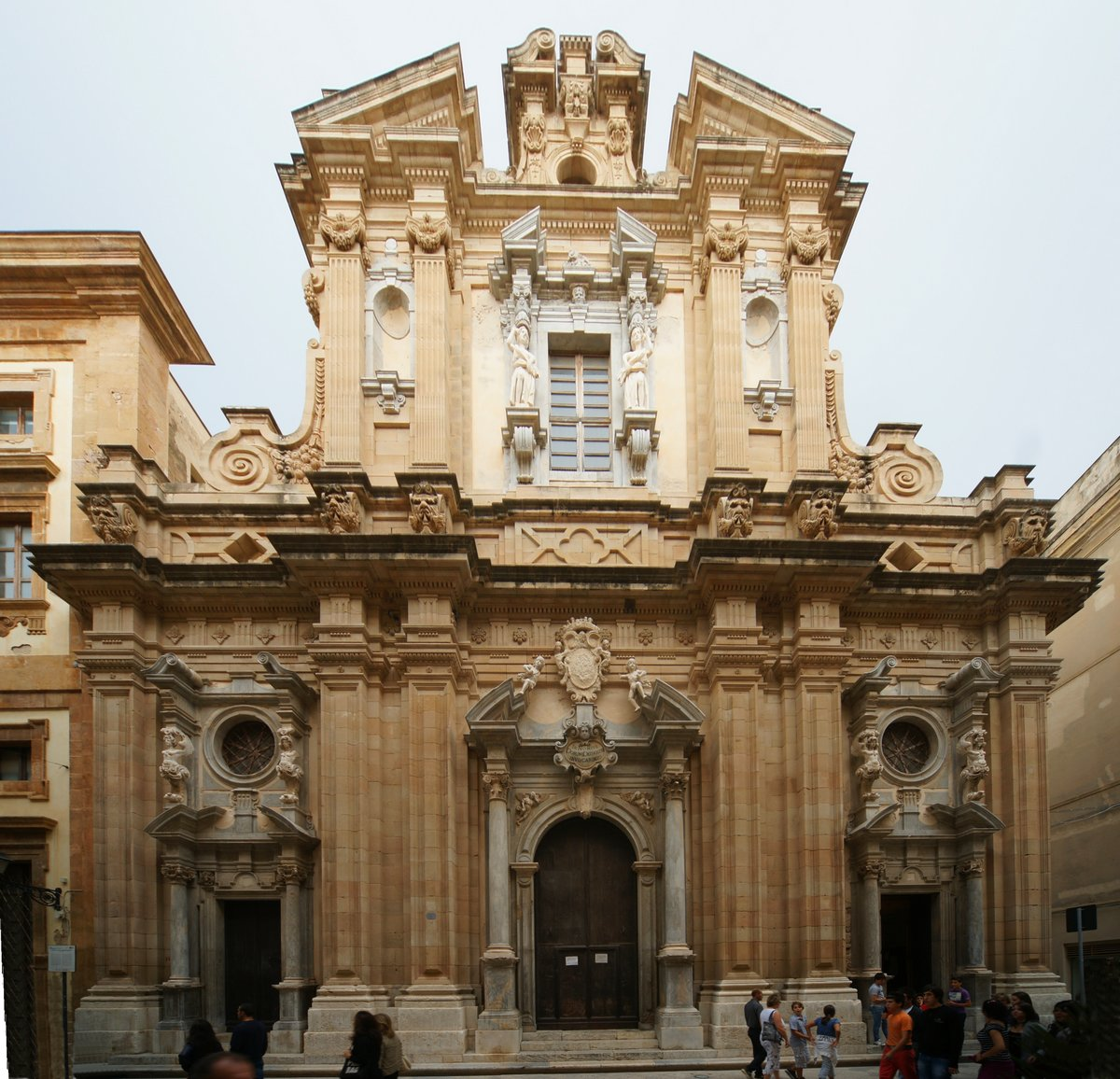
Vista de la fachada de la iglesia.

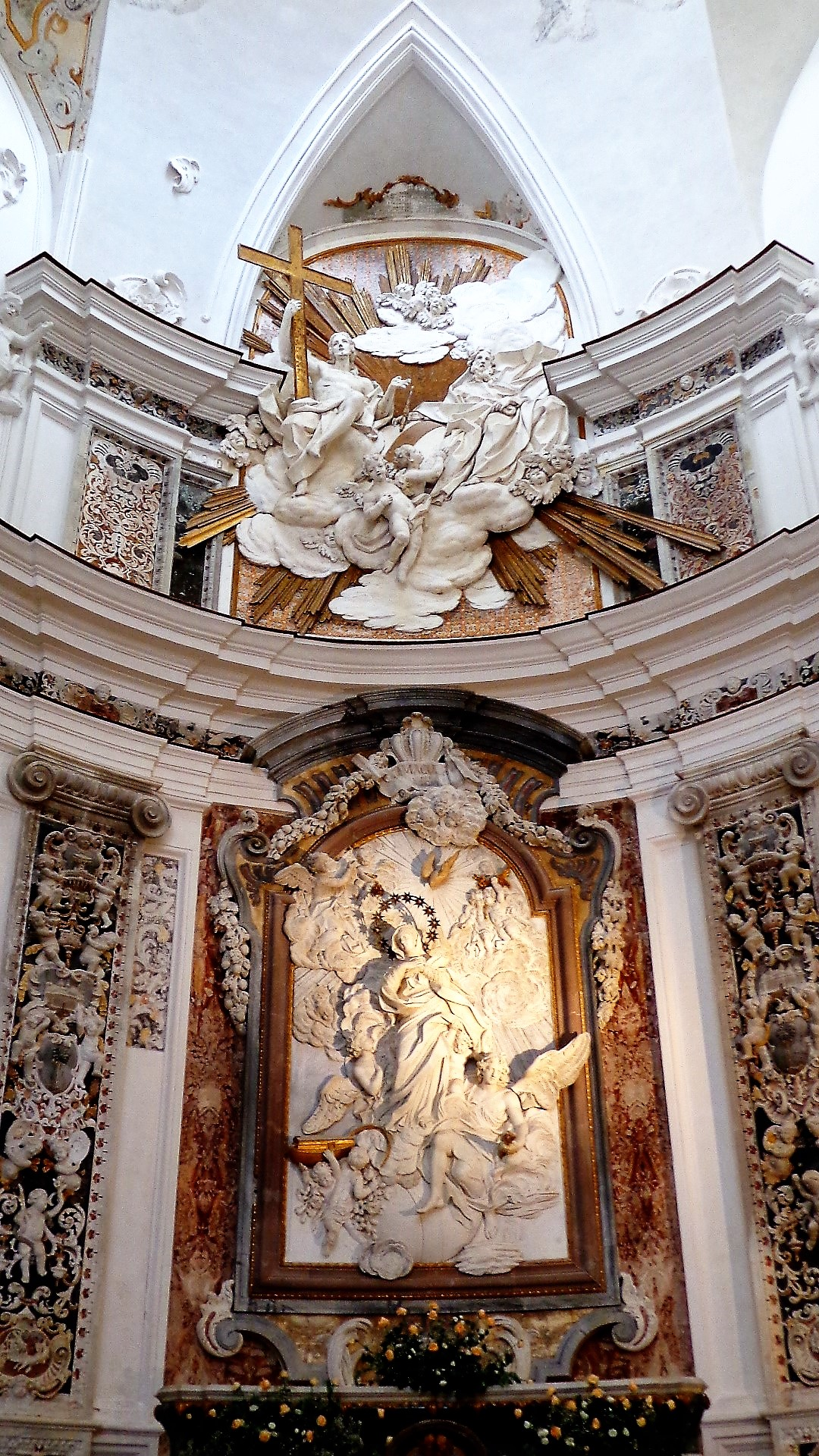
Alto relieve de Marabitti.

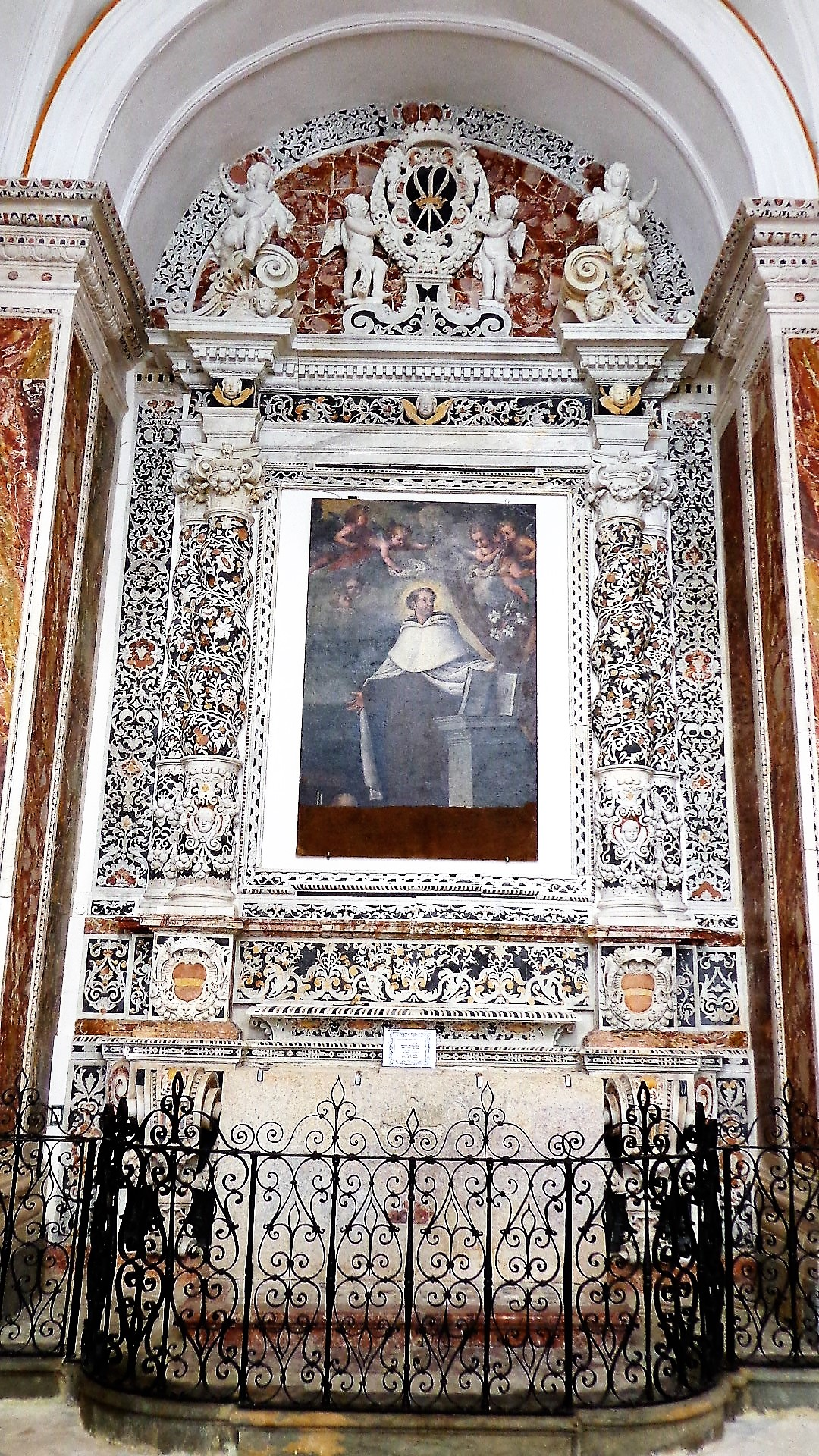
Capilla de Sant' Ignazio di Loyola, ábside izquierdo.

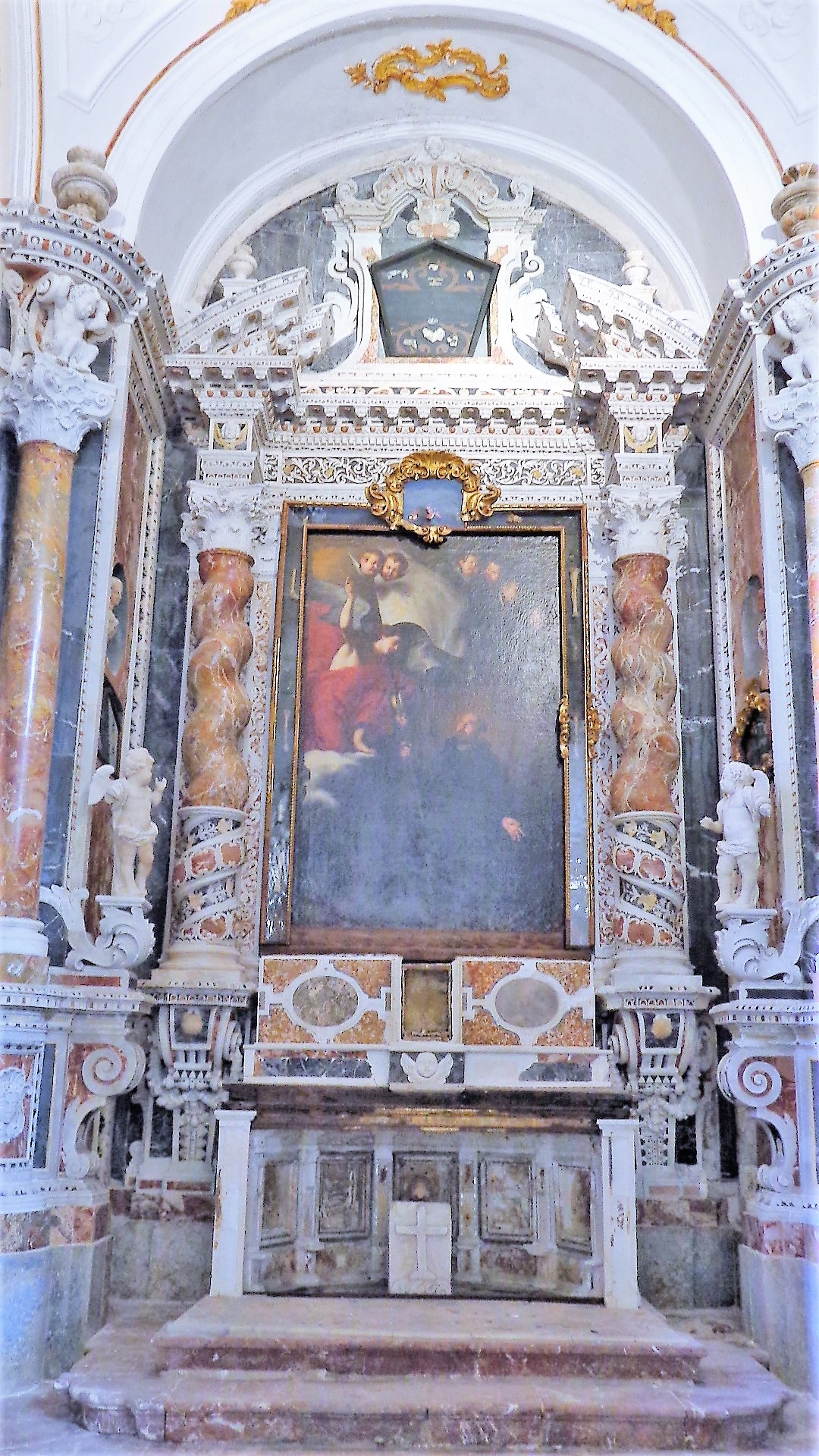
Capilla de San Francesco Saverio, ábside derecho.

Después de la unificación de Italia, el colegio se convirtió en el liceo Ximenes, mientras que el convento fue la sede de la corte hasta los años 1950.
Cerrada por el inicio de los trabajos de restauración en 1961, fue reabierta en enero de 2003, pero los trabajos de restauración arquitectónica de la iglesia por parte de la superintendencia no se completaron finalmente hasta 2011.

## Arquitectura
El primer orden se enriquece con tres portales de piedra caliza de mármol gris delimitados por pilastras, de modo que ambos tabiques centrales de los dos órdenes tienen el mismo entramado vertical formado por pilastras pareadas colocadas sobre altos plintos en la base y mascarones sobre las tuercas salientes del cornisa - hilera de cuerdas.
Los tres portales tienen la misma arquitectura: columnas jónicas coronadas por capiteles corintios sostienen tímpanos con arcos superpuestos y quebrados. Sobre los cimacios, los Telamones (o arpías, debido a los pechos a veces pronunciados) sostienen un segundo orden de tímpanos con volutas rizadas, que delimitan grandes óculos intermedios. La portada mediana, más ancha y más alta, en la parte intermedia está rematada por dos ángeles que sostienen el escudo mariano central y una cartela que lleva la siguiente inscripción: "IN NOMINE DOMINI DEI OUR INVOCABIMVS".
El segundo orden se caracteriza por pares de pilastras estriadas con guirnaldas en la parte superior que incluyen hornacinas vacías. En conjunto delimitan la ventana central decorada con esculturas femeninas que sostienen un tímpano triangular roto con un estante intermedio. Dos grandes volutas rizadas enriquecidas con festones fitomórficos conectan el cuerpo central con el primer orden.
Un monumental tímpano triangular roto cierra la perspectiva, una elevación intermedia incluye un óculo coronado por un tímpano curvado. La decoración se enriquece con más amorcillos, cabezas de querubines, adornos de flores y frutas, máscaras y figuras femeninas, conchas y molduras articuladas, grecas, rosetas y flores estilizadas.
El coro alto se adosa a la contrafachada.

### Interior
El interior tiene tres naves, con columnas y arcos serlianos. Las paredes están decoradas con estucos realizados por Bartolomeo Sanseverino autografiado " BARTH. SANSEVERINUS PAN. ARCHITECTUS ET PLASTES 1766. ", alumno de Serpotta, y con mármoles. En la iglesia destacan las preciosas obras de incrustaciones de mármol de colores; entre los más valiosos se encuentran el altar dedicado a San Ignacio de Loyola y el precioso púlpito.

#### Nave
El aparato decorativo de plástico incluye ocho medallones de estuco bordeados por hojas de acanto en el penacho de las columnas pareadas. Otros tantos cuadros de gran tamaño en marcos de líneas mixtas decoran las partes de las paredes entre los grandes ventanales. Sobre la bóveda dos paneles de menor tamaño delimitan una gran escena central en el eje mediano. La estatuaria incluye cuatro artefactos colocados en nichos en las paredes laterales y varios bustos de mármol.
Nave derecha
- Primer tramo: Capilla de la Sagrada Familia . En la pared hay una pintura documentada que representa la Sagrada Familia, obra de Domenico La Bruna . En el interior de la nave central hay una pila de mármol rojo.
  - Nicho con estatua. En el compartimento inferior se encuentra una estatua de la Virgen de Trapani.
- Segundo tramo: Capilla de San Alberto . Habitación con puerta, alzado formado por columnas retorcidas con incrustaciones. En el quiosco el cuadro que representa a Sant'Alberto degli Abbati.
  - Nicho con estatua. Compartimento inferior con confesionario .
- Tercer tramo: Capilla de la Virgen de Trapani. Entorno sujeto a restauración.
  - Busto en pared con incrustaciones de mármoles mixtos.
- Salas del pseudotransepto.

Nave izquierda
Entrada al entorno.
- Primer tramo: Capilla de Santa Rosalía. Debajo de la mesa hay una escultura de mármol creada en 1717 por Giacomo Tartaglio en alabastro Gibellina blanco. Homenaje del pueblo de Trapani a Santa Rosalía. En el interior de la nave central hay una pila de mármol rojo.
  - Nicho con estatua. Compartimento inferior.
- Segundo tramo: Capilla del Beato Luigi Rabatà.
  - Nicho con estatua. Compartimento inferior con confesionario. En la nave central, el púlpito de mármol con arpías en el fuste y las representaciones de los evangelistas en la pila, obra de los maestros palermitanos Francesco Scuto y Nunzio La Matina, inspirados en el de la Casa Professa.
- Tercer tramo: Capilla del Santo Crucifijo. El Crucifijo es obra de Giuseppe Milanti.
  - Busto de mujer Allegranza Sanclemente en pared con incrustaciones de mármoles mixtos. Puerta de acceso a las salas de la sacristía.
- Salas del pseudotransepto.

#### Ábsides
- Ábside derecho: Capilla de San Francisco Javier. El ambiente se enriquece con el cuadro que representa a San Francisco Javier, obra de Pietro Novelli.[9]
- Ábside izquierdo: Capilla de Sant'Ignazio. En el siglo XVIII, [9] dedicada al fundador de la Compañía fue realizada por el arquitecto Giovanni Biagio Amico [10] ] . Muros enriquecidos con columnas, mármoles, ménsulas, volutas, jarrones de acroterio, estucos y relicarios de madera de los Santos Mártires.

#### Altar mayor
- 1637, Inmaculada Concepción, pintura, de Geronimo Gerardi . La obra documentada del altar mayor fue sustituida por el alto relieve de mármol con el mismo tema de Ignazio Marabitti .

### Obras documentadas
- Entierro de Giacomo Tartaglio .
- Siglo XVIII, Diva Inmaculada, pintura, obra de Giuseppe Felice.[11]
- [Siglo XVIII, San Ignacio de Loyola y San Francisco Javier, fresco de bóveda de la sacristía, de Giuseppe Felice.[11]

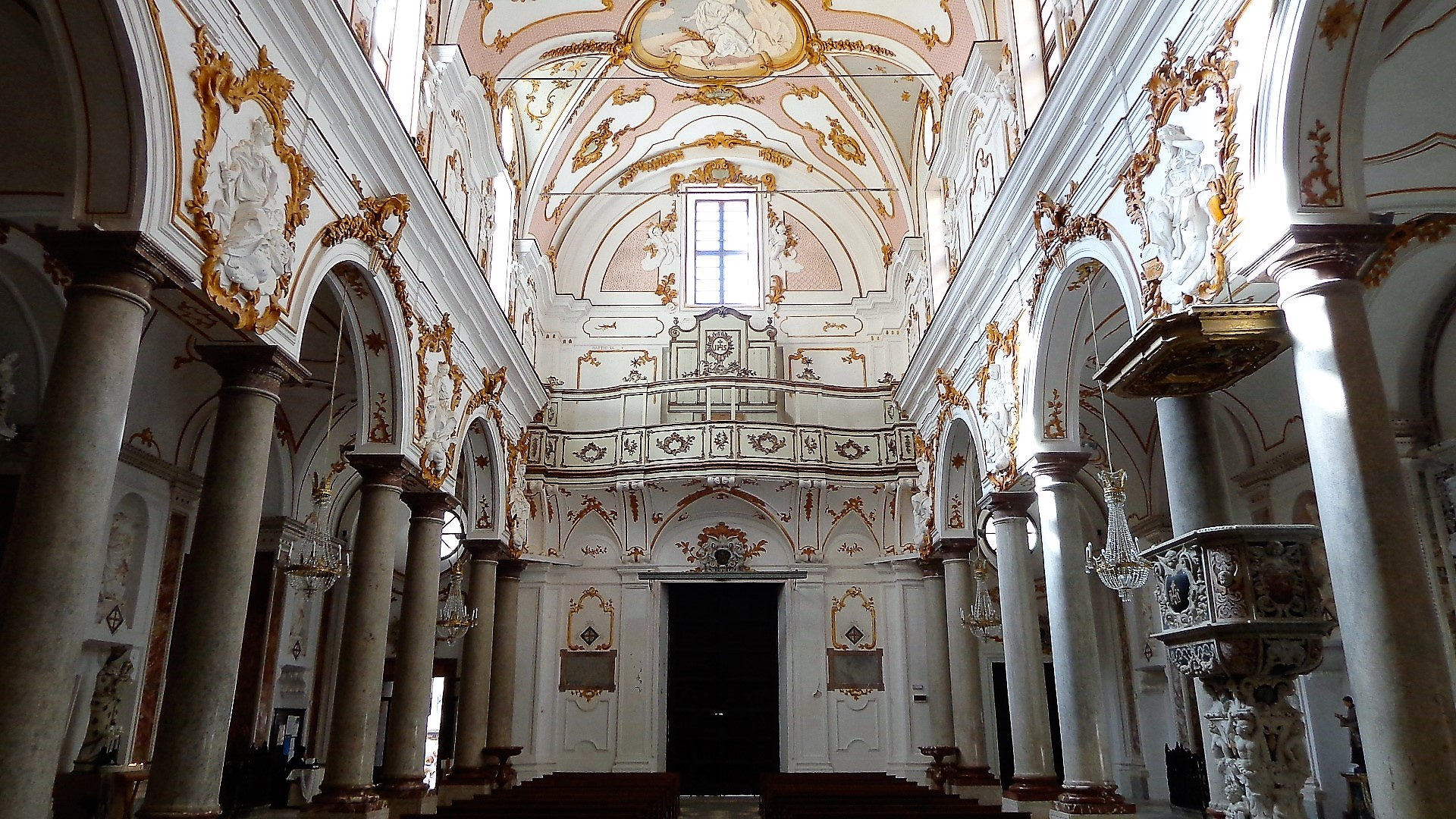
Contrafachada
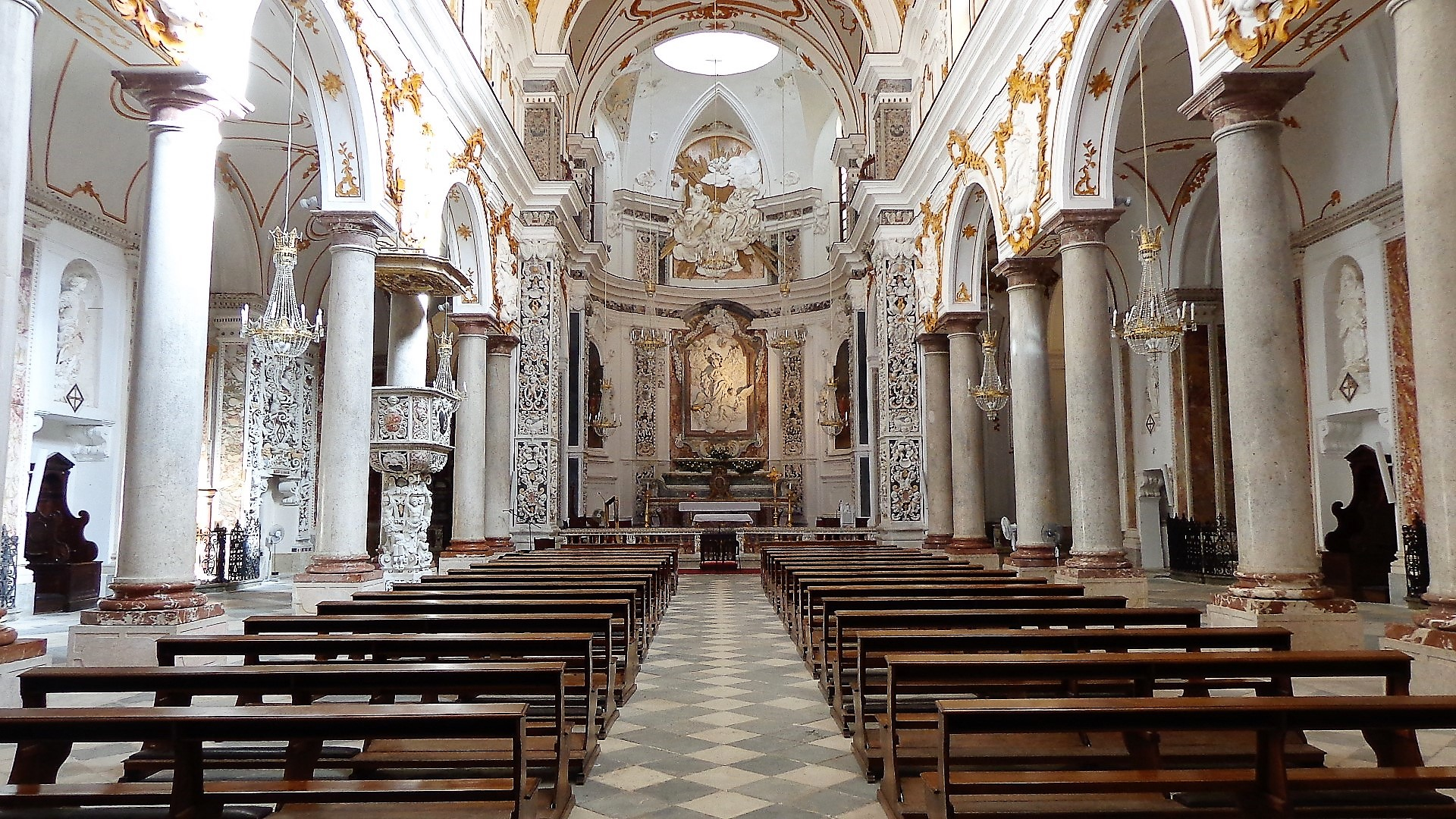
Nave central
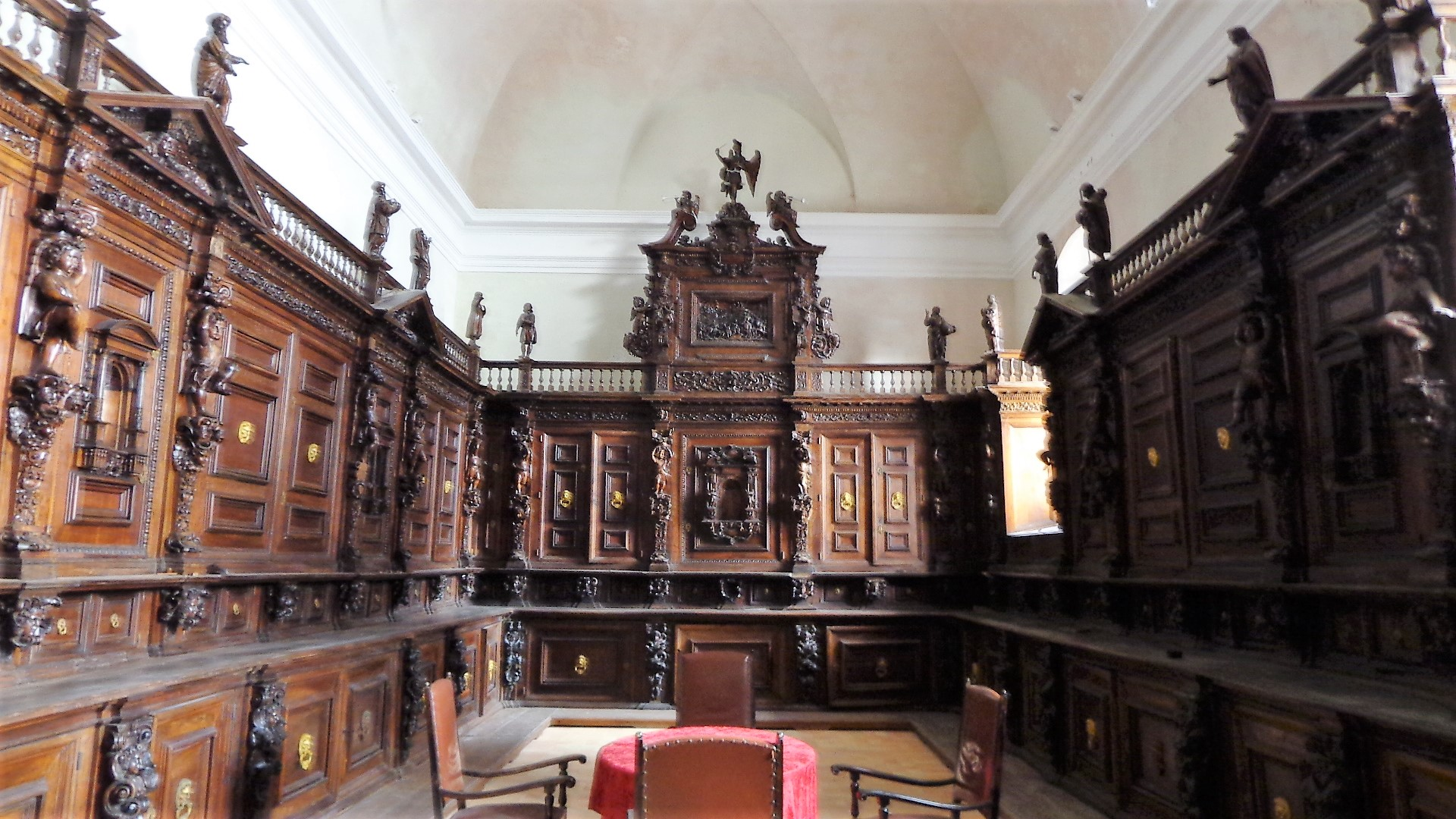
Sacristía

## El colegio jesuita

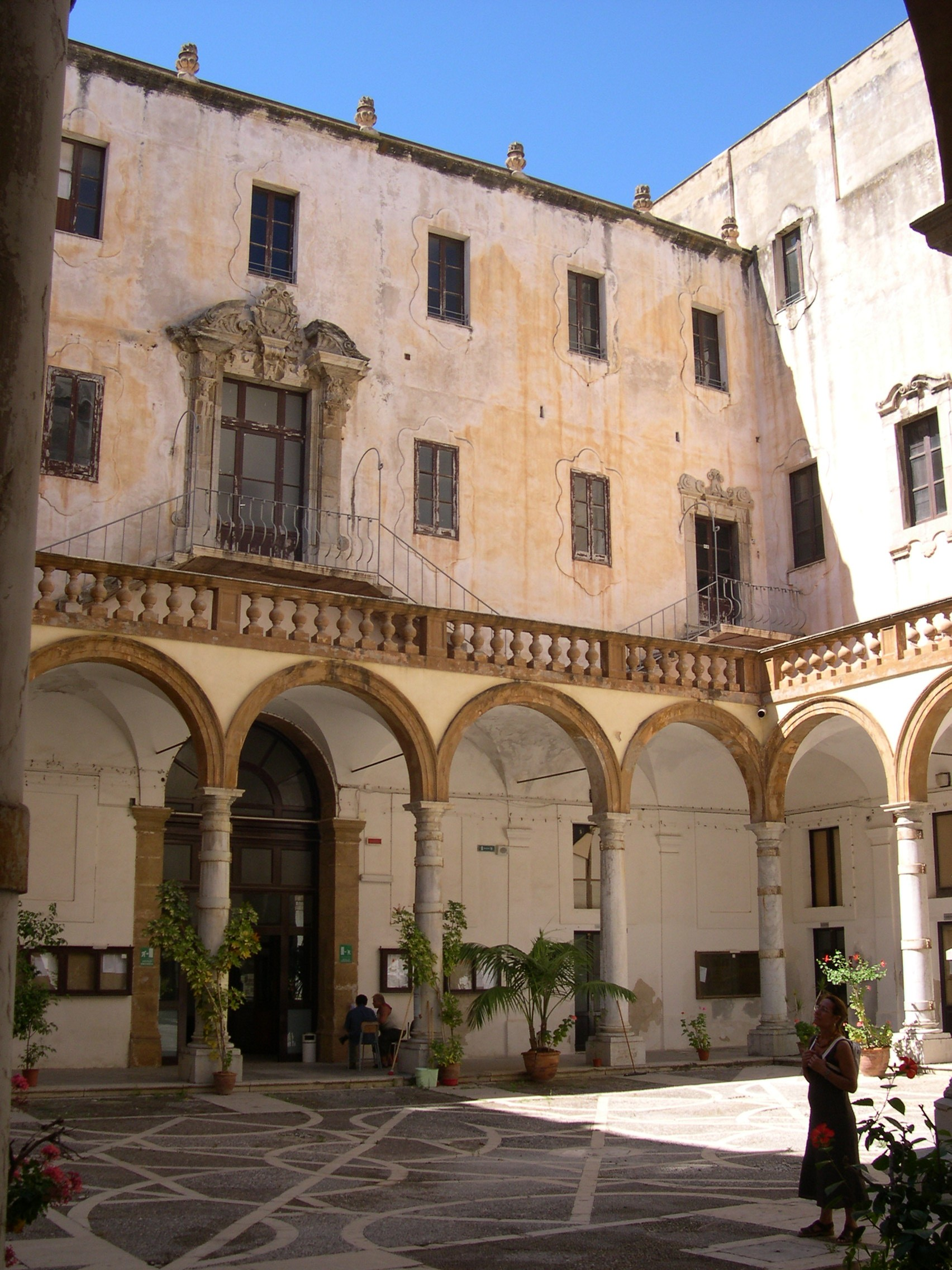
El claustro del colegio.

Edificio diseñado en 1613 por el arquitecto jesuita de Messina Natale Masuccio. Adyacente al cuerpo eclesial por el oeste, con vistas al Corso Vittorio Emanuele y al claustro interior. Muchas áreas de edificios cierran la manzana hacia el norte, creando efectivamente un gran complejo.
En 1767 con la expulsión y supresión de la Compañía de Jesús, el colegio pasó a ser sede de las escuelas borbónicas y en 1834 pasó a ser el Real Liceo Leonardo Ximenes. La vasta biblioteca fue trasladada a Palermo y luego se perdió: hoy los libros y documentos se encuentran dispersos entre la Biblioteca Central de la Región de Sicilia, la colección jesuita de la Biblioteca Nacional de París, el archivo histórico de los Jesuitas de Roma, la Biblioteca Fardelliana.
- Claustro de planta cuadrada con pórticos de cinco arcos a cada lado.

- Siglo XVII, Los doce apóstoles, ciclo de doce pinturas sobre lienzo, obras actualmente conservadas en el museo regional Agostino Pepoli de Trapani,[12] creadas por el pintor flamenco Geronimo Gerardi .

### El oratorio
- Siglo XVIII, Pasión de Jesús de Nazaret, ciclo de seis cuadros, obras de Giuseppe Felici . Documentada en la iglesia de Sant'Alberto, [11] la colección se conserva hoy en la iglesia del Purgatorio .